# والتر رتل
والتر رتل (انگلیسی: Walter Rethel; ۱ ژانویهٔ ۱۸۹۲ – ۱ ژانویهٔ ۱۹۷۷) مهندس و طراح هواپیمای اهل آلمان بود. در سال‌های پس از جنگ جهانی اول برای شرکت فوکر کار می‌کرد و هواپیماهایی نظیر فوکر بی. ۱ (۱۹۲۲) و هواپیمای مسافربری فوکر اف.۷ را طراحی کرد. در دهه‌ی ۲۰ میلادی برای آرادو فلوکتسایک‌ورک می‌کرد. پس از آن به شرکت مسرشمیت رفت که در آنجا به عنوان مهندس ارشد در ساخت هواپیمای مشهور و مهم مسرشمیت ب‌اف ۱۰۹ نقش داشت.